# Gerald (Missouri)
Gerald is een plaats (city) in de Amerikaanse staat Missouri, en valt bestuurlijk gezien onder Franklin County.

## Demografie
Bij de volkstelling in 2000 werd het aantal inwoners vastgesteld op 1171.
In 2006 is het aantal inwoners door het United States Census Bureau geschat op 1231, een stijging van 60 (5,1%).

## Geografie
Volgens het United States Census Bureau beslaat de plaats een oppervlakte van
3,6 km², geheel bestaande uit land. Gerald ligt op ongeveer 194 m boven zeeniveau.

## Plaatsen in de nabije omgeving
De onderstaande figuur toont nabijgelegen plaatsen in een straal van 28 km rond Gerald.